# Мерино, Микель
Мике́ль Мери́но Сасо́н (исп. Mikel Merino Zazón; род. 22 июня 1996, Памплона) — испанский футболист, полузащитник лондонского «Арсенала» и сборной Испании. Серебряный призёр Олимпийских игр 2020 года в Токио. В 2019 году стал чемпионом Европы (U-21) в составе молодёжной сборной. Победитель чемпионата Европы 2024 года.
Сын Анхеля Мерино.

## Клубная карьера
Мерино — воспитанник клуба «Осасуна». 23 августа 2014 года в матче против «Барселоны Б» он дебютировал в Сегунде. 21 декабря в поединке против «Лас-Пальмас» Микель забил свой первый гол за «Осасуну». В 2015 году Мерино заинтересовалась «Барселона».
В начале 2016 года Мерино подписал пятилетний контракт с дортмундской «Боруссией», соглашение вступило в силу с летом. Сумма трансфера составила 5 млн. евро. 14 октября в матче против берлинской «Герты» Микель дебютировал в немецкой Бундеслиге. В своём дебютном сезоне Микель помог клубу выиграть Кубок Германии.
Летом 2017 года Мерино в поисках игровой практики на правах аренды перешёл в английский «Ньюкасл Юнайтед». 13 августа в матче против «Тоттенхэм Хотспур» он дебютировал в английской Премьер-лиге. 13 октября 2017 года, Мерино официально стал игроком «Ньюкасл Юнайтед», «сороки» воспользовались правом выкупа по условиям арендного соглашения и подписали пятилетний летний контракт с футболистом. 21 октября в поединке против «Кристал Пэлас» Мерино забил свой первый гол за «Ньюкасл Юнайтед».
Летом 2018 года Мерино вернулся в Испанию, подписав контракт с «Реал Сосьедад». Сумма трансфера составила 12 млн. евро. 18 августа в матче против «Вильярреала» он дебютировал в Ла Лиге. 21 сентября в поединке против «Уэски» Микель забил свой первый гол за «Реал Сосьедад». 30 сентября 2021 года в матче Лиги Европы против «Монако» он забил гол. В матчах розыгрыша Лиги чемпионов 2023/2024 против лиссабонской «Бенфики» и французского «Пари Сен-Жермен» Микель забил по мячу.
27 августа 2024 года подписал контракт с лондонским «Арсеналом», сумма трансфера составила 32 миллиона евро.

## Международная карьера
В 2015 году Мерино в составе юношеской сборной Испании выиграл юношеского чемпионата Европы в Греции. На турнире он сыграл в матчах против команд Нидерландов, Германии, Франции и дважды России. В поединке против немцев Микель забил гол.
В 2017 году в составе молодёжной сборной Испании Мерино стал серебряным призёром молодёжного чемпионата Европы 2017 в Польше. На турнире он сыграл в матчах против команд Португалии и Сербии.
В 2019 году Мерино в составе молодёжной сборной Испании выиграл молодёжный чемпионат Европы в Италии. На турнире он принял участие в матчах против команд Италии, Бельгии, Польши, Франции и Германии.
В 2021 году в составе олимпийской сборной Испании Мерино принял участие в летних Олимпийских играх 2020 в Токио. На турнире он сыграл в матчах против команд Египта, Аргентины, Кот-д’Ивуара, Японии и Бразилии. В поединке против аргентинцев Микель забил гол.
7 октября 2020 года в товарищеском матче против сборной Португалии Мерино дебютировал за сборную Испании. 12 сентября 2023 года в отборочном матче чемпионата Европы 2024 против сборной Кипра он забил свой первый гол за национальную команду.
В 2024 году Мерино стал победителем чемпионата Европы 2024 года. На турнире он сыграл в матчах против сборных Хорватии, Италии, Грузии, Германии, Франции и Англии. В поединке против немцев Микель забил гол.

### Голы за сборную Испании
| #  | Дата             | Место                                | Противник | Счёт | Результат | Соревнование                       |
| -- | ---------------- | ------------------------------------ | --------- | ---- | --------- | ---------------------------------- |
| 1. | 12 сентября 2023 | Нуэво Лос Карменес, Гранада, Испания | Кипр      | 2:0  | 6:0       | Чемпионат Европы 2024 квалификация |
| 2. | 5 июля 2024      | МХП-Арена, Штутгарт, Германия        | Германия  | 2:1  | 2:1       | Чемпионат Европы 2024              |

## Статистика
| Выступление         | Выступление      | Выступление      | Лига | Лига | Кубки | Кубки | Еврокубки | Еврокубки | Остальные | Остальные | Итого | Итого |
| Клуб                | Лига             | Сезон            | Игры | Голы | Игры  | Голы  | Игры      | Голы      | Игры      | Голы      | Игры  | Голы  |
| ------------------- | ---------------- | ---------------- | ---- | ---- | ----- | ----- | --------- | --------- | --------- | --------- | ----- | ----- |
| Осасуна             | Сегунда          | 2014/15          | 29   | 1    | 0     | 0     | 0         | 0         | 0         | 0         | 29    | 1     |
| Осасуна             | Сегунда          | 2015/16          | 34   | 4    | 0     | 0     | 0         | 0         | 4         | 3         | 38    | 7     |
| Осасуна             | Итого            | Итого            | 63   | 5    | 0     | 0     | 0         | 0         | 4         | 3         | 67    | 8     |
| Боруссия (Дортмунд) | Бундеслига       | 2016/17          | 8    | 0    | 1     | 0     | 0         | 0         | 0         | 0         | 9     | 0     |
| Боруссия (Дортмунд) | Итого            | Итого            | 8    | 0    | 1     | 0     | 0         | 0         | 0         | 0         | 9     | 0     |
| Ньюкасл Юнайтед     | Премьер-лига     | 2017/18          | 24   | 1    | 1     | 0     | 0         | 0         | 0         | 0         | 25    | 1     |
| Ньюкасл Юнайтед     | Итого            | Итого            | 24   | 1    | 1     | 0     | 0         | 0         | 0         | 0         | 25    | 1     |
| Реал Сосьедад       | Примера          | 2018/19          | 29   | 3    | 3     | 1     | 0         | 0         | 0         | 0         | 32    | 4     |
| Реал Сосьедад       | Примера          | 2019/20          | 36   | 5    | 7     | 1     | 0         | 0         | 0         | 0         | 43    | 6     |
| Реал Сосьедад       | Примера          | 2020/21          | 26   | 2    | 1     | 0     | 8         | 0         | 1         | 0         | 36    | 2     |
| Реал Сосьедад       | Примера          | 2021/22          | 34   | 3    | 3     | 0     | 6         | 1         | 0         | 0         | 43    | 4     |
| Реал Сосьедад       | Примера          | 2022/23          | 33   | 2    | 3     | 1     | 7         | 0         | 0         | 0         | 43    | 3     |
| Реал Сосьедад       | Примера          | 2023/24          | 32   | 5    | 6     | 1     | 7         | 2         | 0         | 0         | 45    | 8     |
| Реал Сосьедад       | Итого            | Итого            | 190  | 20   | 23    | 4     | 28        | 3         | 1         | 0         | 242   | 27    |
| Арсенал             | Премьер-лига     | 2024/25          | 25   | 6    | 4     | 0     | 10        | 2         | 0         | 0         | 39    | 8     |
| Арсенал             | Итого            | Итого            | 25   | 6    | 4     | 0     | 10        | 2         | 0         | 0         | 39    | 8     |
| Всего за карьеру    | Всего за карьеру | Всего за карьеру | 310  | 32   | 29    | 4     | 38        | 5         | 5         | 3         | 382   | 44    |

## Достижения
«Боруссия Дортмунд»
- Обладатель Кубка Германии: 2016/17

«Реал Сосьедад»
- Обладатель Кубка Испании: 2019/20

Испания
- Победитель Лиги наций: 2022/23
- Чемпион Европы: 2024

Испания (до 19)
- Победитель Чемпионата Европы: 2015

Испания (до 21)
- Победитель Чемпионата Европы: 2019

Испания (олимпийская)
- Серебряный призёр Олимпийских игр: 2020